# True Love Part II
True Love Part II – singel zespołu X wydany w 1983 roku przez firmę Elektra Records.

## Lista utworów
1. True Love Part II (edit)
2. True Love Part II (LP version)
3. True Love Part II (remix)

## Skład
- Exene Cervenka – wokal
- Billy Zoom – gitara
- John Doe – wokal, gitara basowa
- D.J. Bonebrake – perkusja